# Meta-Wiki
O Wikimedia Meta-Wiki, normalmente referido como Meta (inicialmente Meta-Wikipédia ou Metapédia), é o website wiki da parte de infraestrutura da fundação Wikimedia, criado em 2001 com objetivo de coordenar os vários projectos da fundação e debater as políticas de uso destes.
Apesar do nome ser similar ao do sistema computacional MediaWiki, são ambos projectos bastante diferentes. 

## História
Foi criado em novembro de 2001 com o intuito de ser uma Meta-Wikipédia, em que seriam alojadas as páginas que não fossem do conteúdo enciclopédico da Wikipédia (como páginas de usuários, documentação, debates, etc.) Devido a esse fator, era chamada inicialmente Meta-Wikipédia ou Metapédia. Entretanto, o projecto expandiu-se e o número de línguas cresceu, levando à alteração dos objectivos iniciais. Ainda restam algumas páginas no Meta que se referem apenas à Wikipédia, mas a maioria aplica-se a todos os projectos.

## Propósitos actuais
- Fórum de discussão sobre os projectos da Wikimedia.[5]
- Discussão sobre algumas políticas (sejam ou não comuns a várias línguas ou projectos).[4]
- Lançamento de propostas e discussão de novos projectos.
- Coordenação de traduções entre várias línguas sobre conteúdo não enciclopédico (relatórios da Fundação Wikimedia, assuntos relativos a doações, organização de eventos, etc.).

Entretanto, o Meta:
- Não é um local que guarda conteúdo que não possa ser usado em outros projectos
- Não é um serviço de alojamento para ensaios pessoais (a não ser os referentes a projectos Wikimedia).
- Não é um local destinado a páginas de ajuda sobre o software MediaWiki (apesar de ainda existir páginas desse tipo que estão a ser transferidas ao MediaWiki).